# Conjecture de Nagata
En mathématiques, la conjecture de Nagata sur les courbes régit le degré minimal requis pour qu'une courbe algébrique plane passe par un ensemble de points à multiplicités prescrites. Elle a été proposée en 1959 par le mathématicien japonais Masayoshi Nagata.

## Historique
Nagata énonce sa conjecture par son travail sur le 14e problème de Hilbert, qui demande si l'anneau invariant d'une action de groupe linéaire sur l'anneau polynomial k[x1, ..., xn] sur un corps k est de type fini. Nagata publie la conjecture dans un article de 1959 dans l'American Journal of Mathematics, dans lequel il présente un contre-exemple au 14e problème de Hilbert.

## Énoncé
Conjecture de Nagata. Soient p1, ..., pr des points de P2 et m1, ..., mr des entiers positifs. Alors pour r > 9 toute courbe C dans P2 passant par chacun des points pi de multiplicité mi doit satisfaire
{\displaystyle \deg C>{\frac {1}{\sqrt {r}}}\sum _{i=1}^{r}m_{i}.}
La condition r > 9 est nécessaire.

## Statut actuel
Le seul cas où la conjecture est démontrée est celui où r est un carré parfait, prouvé par Nagata. Malgré l'intérêt porté à cet énoncé, les autres cas restent ouverts. Une formulation plus moderne de cette conjecture est souvent donnée en termes de constantes de Seshadri et a été généralisée à d'autres surfaces sous le nom de conjecture de Nagata-Biran.